# Peter Daniel Young

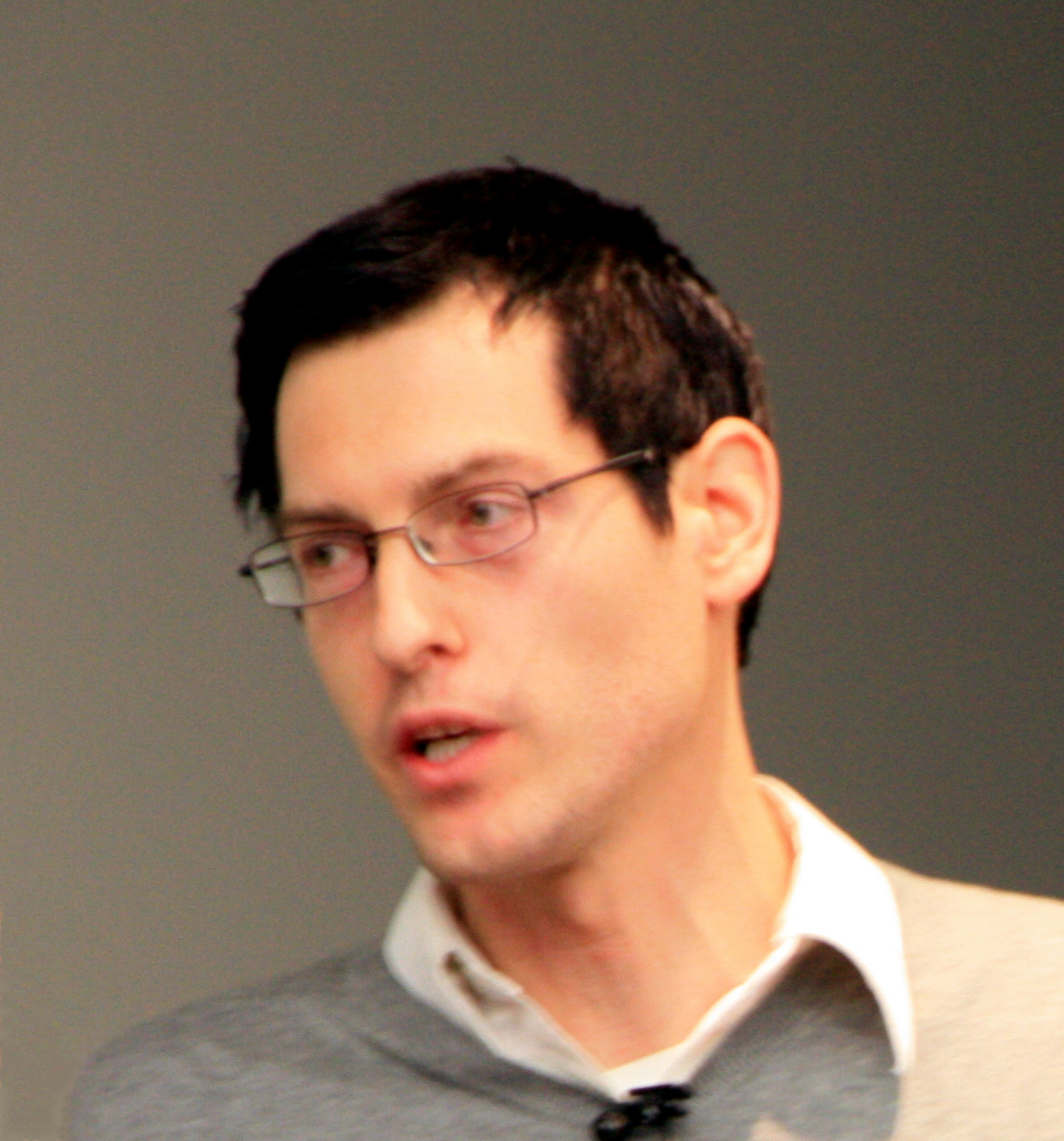
Peter Young

Peter Daniel Young é um autor norte-americano e ativista pelos Direitos animais.

## Adolescência
Young cresceu em Los Gatos, Califórnia, se mudando para Mercer Island em Washington com nove anos de idade. Ele se graduou na Mercer Island High School. Tornou-se vegano em 1994. Young descreve o começo de suas atividades depois de uma chocante visita a um matadouro de galinhas, no Distrito de Chinatown em Seattle. Young descreve o período da década de 90 como uma época em que ele era fortemente influenciado por bandas straight edge como Vegan Reich, Earth Crisis e Raid: "A cena straight edge vegana é diretamente responsável pelo curso que minha vida tomou."

## Invasão e danos à propriedade privada
No outono de 1997, Young e um amigo, Justin Samuel, deixaram Washington com o plano de libertar animais presos para produção de pele em fazendas no Midwest, enquanto se dirigiam para a Flórida. Num período de duas semanas, eles libertaram mais de 8.000 visons e raposas de fazendas em Iowa, South Dakota e Wisconsin, bem como destruíram os arquivos de produção de cada uma das fazendas. No dia 28 Outubro, policiais apreenderam o carro  em que viajavam, depois que fazendeiros ligaram informando suspeitar de dois jovens que estavam pesquisando as fazendas locais. Na busca realizada no carro, foram encontrados livros sobre direitos animais, endereços de fazendas de abate para a produção de pele, e outros itens considerados igualmente "suspeitos".

## Fuga, captura e aprisionamento
O Judi Federal indiciou Young e Samuel com quatro acusações de "Extorção por Interferência com Coméricio Interestadual", e duas acusações de "Ações Terroristas Animais". Young foi procurado pelo FBI por mais de 7 anos.
Samuel foi preso em Septembro de 1999 na Belgica e foi extraditado para os Estados Unidos para seu julgamento. Ele concordou em cooperar com o governo em troca de uma redução para 2 anos de pena. Young foi preso na San Jose, Califórnia em Março de 2005, sob acusação de roubar CDS de um Starbucks e foi extraditado para Wisconsin onde enfrentou um julgamento por sua invasão às fazendas de criação de pele.
Em Agosto de 2005, promotores foram forçados a abandonar suas acusações de extorção contra Young, uma vez que a Suprema Corte mudou a definição de "extorção". Em setembro de 2005, Young admitiu culpa ao conspirar para liberar os visons de seis fazendas em South Dakota, Wisconsin e Iowa; e da libertação de mais de 2.400 visons de uma fazenda em Medford, Wisonsin  Promotores argumentaram que Young tinha agido como por mando Animal Liberation Front, mas o advogado de defesa de Young refutou as acusações.
Young foi sentenciado a dois anos na prisão federal; 360 horas de serviço comunitário "para o benefício de humanos e nenhuma outra espécie"; $254,000 em restituições; e um ano de probação. Ele foi solto da prisão federal Victorville, California no dia primeiro de Fevereiro de 2007. Antes de ser sentenciado, ele disse à corte, se referindo aos fazendeiros, que ele iria "para sempre se lembrar daquelas noites em sua propriedade como as mais gratificantes experiências de minha vida" 
Desde sua soltura, Young tem dado inúmeros discursos, vendido merchandise nas reuniões da Earth Crisis, e ajudado a promover uma compilação straight edge de hip hop.

## Publicações
- "This Country Must Change: Essays on the Necessity of Revolution in the USA" (Arissa Media Group, 2009). ISBN 9780974288475